# Desant na Dieppe
Prepad na Dieppe, kodnog naziva Operacija Jubilej, dogodio se 19. kolovoza 1942. kada su Saveznici napali francuski grad Dieppe. Preko 6000 vojnika je trebalo osvojiti i držati grad te iskušati Njemačku obranu i prikupiti povjerljive podatke. Također, napad je trebao namamiti njemački Luftwaffe u veliki, otvoreni sukob. Napad je završio teškom katastrofom za Saveznike.

## Bitka
Navečer, 18. kolovoza 1942., gotovo 240 različitih savezničkih brodova približilo se Francuskoj prevozeći napadne snage prema cilju. U zoru sljedećeg dana počinje iskrcavanje na francusku obalu. Njemačke snage su zapanjene i potpuno iznenađene. Iako njemačkim postrojbama zapovjeda sposoban njemački general Zeizler, sam Dieppe, mjesto iskrcavanja brane njemačke drugorazredne postrojbe, što ipak Saveznicima neće olakšati taj posao.
Blizu francuske obale dio savezničkog napadnog brodovlja slučajno je naletelo na jedan njemački konvoj. Odmah je došlo do razmjene vatre i paljbe. Iako su njemački brodovi potopljeni, posade na obali su uzbunjene i čimbenik iznenađenja je otpao. Nakon iskrcavanja na zapadnom sektoru, komandosi postižu uspjeh uništavanjem bitnica obalnog topništva kod mjesta Varengeville. No, kod gradića Pous, Kanađani su naletjeli na usku plažu vrlo strmih litica načičkanu njemačkim fortifikacijama na obali. Iako se nekoliko vojnika uspjelo popeti na obalu, velika većina ostala je u vodi do pojasa, pod paljbom puškomitraljeza MG 34 i minobacača. Više od 200 vojnika kanadskih postrojbi ovdje je poginulo, a zbog snažne paljbe onemogućena je i pravilna evakuacija, pa su Kanađani prisiljeni na predaju. Od 27 tenkova koji su se uspjeli iskrcati na obalu, samo 15 probilo se, ali je naletjevši na protuoklopne prepreke zaustavljene u napredovanju.
Kod mjesta Pourville Saveznici su uspješno izveli iskrcavanje, te idu tri kilometra u unutrašnjost gdje su snažnom paljbom ipak zaustavljeni. Prisiljeni su na povlačenje i trpe velike gubitke. Unatoč pravom neuspjehu akcije, savezničko zapovjedništvo napravilo je i drugu neoprostivu vojničku pogrešku. Na obalu su iskrcane pričuvne snage koje također stradavaju pod snažnom paljbom. Na kraju, oko 11:00 sati stiže naredba za prekid operacije i preživjeli vojnici brodovima su prebačeni u Veliku Britaniju.

## Posljedice
Nakon samo nekoliko sati borbe gotovo 4400 savezničkih vojnika je poginulo, ranjeno ili je zarobljeno. Tijekom iskrcavanja došlo je i do velike zračne bitke. Britanski RAF silno je nastojao pomoći i zaštititi postrojbe na zemlji. U toj borbi izgubljeno je 106 britanskih i 13 kanadskih aviona. Luftwaffe je imala neznatne gubitke u avionima.
Iako vojnički pogrešno, Saveznici su nešto i naučili: došlo se do vrlo značajnih spoznaja o amfibijskom iskrcavanju, koje će se kasnije provesti u Normandiji. Savezničke postrojbe naučile su da trebaju izbjegavati guste njemačke fortifikacije na obali, potreba za temeljitim planiranjem i pomorsko – zračno bombardiranje obale, potreba za obavještajnom pripremom akcije i uvezivanje komunikacija između postrojbi. No, Nijemci su također došli do nekih spoznaja, pa su kasnije nadogradili i ojačali 'Atlantski zid'.